# Trumpler 1
Trumpler 1 (abgekürzt Tr 1) ist ein Offener Sternhaufen im Sternbild Kassiopeia. Der etwa 2000 bis 3000 Parsec von der Erde entfernte Sternhaufen besitzt eine scheinbare Helligkeit von 8,1 mag. Es handelt sich um einen relativ jungen Haufen, dessen Alter auf rund 30 Millionen Jahre geschätzt wird. Trumpler 1 hat einen Durchmesser von ca. 3 Bogenminuten und liegt etwa 0,5° nordöstlich vom Sternhaufen Messier 103.